# Wassergymnastik
Wassergymnastik (auch Aqua-Gymnastik) ist ein spezielles Bewegungstraining im Wasser.
Die Kraft- und Konditionsübungen mit und ohne Geräte wie Schwimmbretter oder Poolschlangen schonen aufgrund des Auftriebs des Wassers die Gelenke, Sehnen und den Rücken und kräftigen die Muskulatur sowie das Herz-Kreislaufsystem. Durch den hohen Widerstand des Wassers sind die Übungen teilweise anstrengender als außerhalb des Wassers.
Die Wassergymnastik zielt besonders auf ältere Menschen, Nichtschwimmer und Vorerkrankte und wird auch zum Zwecke der Rehabilitation nach Unfällen oder Operationen in der Physiotherapie eingesetzt. Ein Aquafitness-Training ist im Vergleich zur klassischen Wassergymnastik eher fitnessorientiert und beinhaltet auch Aerobic- oder Pilates-Elemente.